# K.N. Elno
K.N. Elno, pseudoniem van Karel Horemans, (Antwerpen, 27 februari 1920 - Leuven, 13 december 1993), was een Vlaams docent kunstonderwijs, kunstcriticus en publicist.
Elno studeerde oudheidkunde en geschiedenis aan de Rijksuniversiteit Gent. Hij was als docent verbonden aan onder meer de AIV Eindhoven, het RITCS in Brussel en Sint-Lukas in Schaarbeek. Als architectuur- en kunstcriticus was hij vast medewerker aan diverse bladen in België, waaronder De Standaard en De Nieuwe. Hij richtte samen met architect Huib Hoste het tijdschrift Ruimte op, dat van 1953 tot 1956 verscheen en degelijke bijdragen bracht over architectuur, stedenbouw en vormgeving. In 1965 publiceerde hij in de reeks Vlaamse Pockets twee deeltjes met opstellen over architectuur en vormgeving.

## Werk
- De vorm der dingen. Beschouwingen over industriële en ambachtelijke vormgeving (Vlaamse Pockets, 156), Hasselt 1965.
- Ruimte en beelding. Beschouwingen over architectuur, plastische kunsten, fotografie en typografie (Vlaamse Pockets, 157), Hasselt 1965.

- Digitale Bibliotheek voor de Nederlandse Letteren: hore014
- Gemeinsame Normdatei: 1159020647
- International Standard Name Identifier: 0000 0003 8808 3244
- Nederlandse Thesaurus van Auteursnamen: 113398573
- Système universitaire de documentation: 260641693
- Virtual International Authority File: 171507957
- WorldCat: E39PCjB7Gr7wTr9PrcfCKt9B6C